# Sonerila crassicaulis
Sonerila crassicaulis är en tvåhjärtbladig växtart som beskrevs av Lundin. Sonerila crassicaulis ingår i släktet Sonerila och familjen Melastomataceae. Inga underarter finns listade i Catalogue of Life.